# 脈絡弄蝶屬
脈絡弄蝶屬（學名：Venas）是弄蝶科弄蝶亞科中的一個屬。物種分佈於巴西南部。

## 物種
- Venas caerulans
- 脈絡弄蝶 Venas evans